# トコブシ
トコブシ Sulculus diversicolor supertexta (Lischke, 1870) （床臥・常節）は狭義のアワビと同じ腹足綱ミミガイ科の藻食性巻貝の一種。

## 概要
日本固有亜種で、北海道南部、男鹿半島以南、九州以北の日本全国の潮間帯から水深10mぐらいまでの岩礁浅海域に分布し、原記載の模式産地は長崎。殻長7cm、殻幅5cm、殻高1.5-2cmに達し、クロアワビ、メガイアワビ、マダカアワビといった狭義の、大型のアワビの子供に似る。殻の表面は黒みを帯びた褐色で、個体によっては緑褐色の斑紋がある。殻の内側は強い真珠光沢を持つ真珠層で覆われる。トコブシの名称は、海底の岩に臥したように付着している姿からつけられたと考えられている。
狭義のアワビの子供とは、殻の背面に並ぶ穴の状態で識別できる。この穴は鰓呼吸のために外套腔に吸い込んだ水や排泄物、卵や精子を放出するためのものであるが、殻の成長に従って順次形成された穴は古いものからふさがっていき、常に一定の範囲の数の穴が開いている。アワビではこの穴が4-5個なのに対し、トコブシでは6-8個の穴が開いている。また、アワビでは穴の周囲が富士山の噴火口のように管状に盛り上がっており穴の直径も大きいのに対し、トコブシでは穴の周囲は管状に盛り上がらず、それほど大きくは開かない。
基亜種のフクトコブシ S. d. diversicolor (Reeve, 1846) （福床臥）は、インド洋、西太平洋全域の岩礁潮間帯に分布し、模式産地はオーストラリア。日本では九州南部以南、奄美群島、沖縄諸島、八丈島に分布する。

## 生態
生殖時期は9-10月で、雌雄が卵と精子を水中に放出し、体外受精が行われる。台風の通過後4-5日で稚貝の着底が確認されていることから、エゾアワビと同様に台風の通過に伴う時化（しけ）の刺激が放卵放精の刺激となっており、これによって幼生の広域への分散が促されている可能性が示唆されている。
受精卵は約1日で孵化し、トロコフォア幼生となる。トロコフォア幼生はやがてベリジャー幼生に変態し、数日かけて摂食を行うことなく卵黄の栄養素だけで、着底可能となるまでに成長する。着底は無節石灰藻などをターゲットにして起こり、稚貝に変態する。稚貝は当初は珪藻や無節石灰藻の分泌する粘液を食べて成長し、やがて珪藻そのものを摂取するようになり、最終的には褐藻などの海藻を食べるようになる。

## 利用
肉は美味とされ、アワビと同様に食用にされる。塩蒸しや含め煮、缶詰などに調理される。
肉が小さいので多くは丸ごと煮染める。乾燥粉末が薬用にされることもある。殻に付いたまま塩を振りかけて一つ一つ擦り洗い、空鍋で蒸すと肉が離れる。鍋には貝の液が煮汁となって残るから、それを濾して醤油と酒か味醂を加え、煮立ったらとろ火にし、肉を入れ佃煮風に煮詰めて、引き上げたら扇ぐと光沢がよい。適宜に包丁を入れ、小さいのはそのまま、元の殻をきれいに洗って乾かした中に盛りつけ、供する。
甲州では、交通が不便であった頃、これを生醤油で煮染めたものを煮貝と称して駿河から馬の背に揺られて移入されたものを賞味した。
炊き込みご飯にしたものは、マツタケに似た食味から「海のマツタケご飯」とも称される。

## 地方名
ゴケンジョ（志摩地方）、ナガレコ、ナガラメ（種子島）、アナゴなど。ナガレコやナガラメの系統の名称は、石を裏返して隠れているトコブシを露にすると、速やかに滑るように逃げ出す様が流れるように見えることから。アナゴ系統の名称は殻に穴が開いていることから。ゴケンジョは「後家の女」の意で、平たい貝殻が二枚貝の殻に似ているにもかかわらず、1枚しかないありさまを夫を失った未亡人（後家）に例えたものである。
フクトコブシは八丈島ではアブキと呼ばれる。

### 出版物
- 奥谷喬司／著「ミミガイ科」奥谷喬司／編・監修『決定版　生物大図鑑　貝類』より（世界文化社、1986年）
- 黒田徳米・波部忠重／著「とこぶし」岡田要ら／監修『新動物大圖鑑』より（北隆館、1965年）
- 波部忠重／著「トコブシ」『世界大百科事典20』より（平凡社、1988年）ISBN 4-582-02200-6
- 肥後俊一・後藤芳央／編著『日本及び周辺地域産軟体動物総目録』（エル貝類出版局、1993年）
- Higo, S., Callomon, P. and Goto., Y. 1999 Catalogue and Bibliography of the Marine Shell-Bearing Mollusca of Japan. Elle Scientific Publications.

### インターネットサイト
- 東京大学海洋研究所資源生態分野河村知彦研究室のサイト
  - アワビ類の生態に関する研究
    - アワビ類の繁殖生態
    - 浮遊幼生の生態と着底・変態機構
    - 成長に伴う食性の変化
    - 食性変化の機構
    - 初期稚貝の生残・成長に及ぼす餌料環境の影響
    - トコブシ
      - 神奈川県長井沿岸におけるトコブシ浮遊幼生及び初期稚貝の出現